# 1908 en Saskatchewan
Chronologie de la Saskatchewan
- 1904
- 1905
- 1906
- 1907
- 1908
- 1909
- 1910
- 1911
- 1912

Cette page concerne des événements d'actualité qui se sont produits durant l'année 1908 dans la province canadienne de la Saskatchewan.

## Politique
- Premier ministre : Thomas Walter Scott
- Chef de l'Opposition :
- Lieutenant-gouverneur : Amédée Emmanuel Forget
- Législature :

## Événements
- Fondation de SaskTel qui va fournir les télécommunications en Saskatchewan.
- 7 décembre : le Parti libéral remporte l'élection partielle de Humboldt et Saltcoats.